# Polyrhachis schang
Polyrhachis schang é uma espécie de formiga do gênero Polyrhachis, pertencente à subfamília Formicinae.